# Nibbleviken
Nibbleviken este o arie protejată (sit de importanță comunitară — SCI) din Suedia întinsă pe o suprafață de 18,04 ha, integral marine.

## Localizare
Centrul sitului Nibbleviken este situat la coordonatele 59°25′28″N 18°15′53″E / 59.424408°N 18.264786°E.

## Înființare
Situl Nibbleviken a fost declarat sit de importanță comunitară în decembrie 2020 pentru a proteja un număr necunoscut de specii din flora spontană și fauna sălbatică aflate în arealul zonei.

## Biodiversitate
Situată în ecoregiunile boreală și marină baltică, aria protejată conține 1 habitat natural: Golfuri mici înguste din Baltica boreală.
La baza desemnării sitului se află un număr nedeclarat de specii protejate.